# Ellevios teknikhus

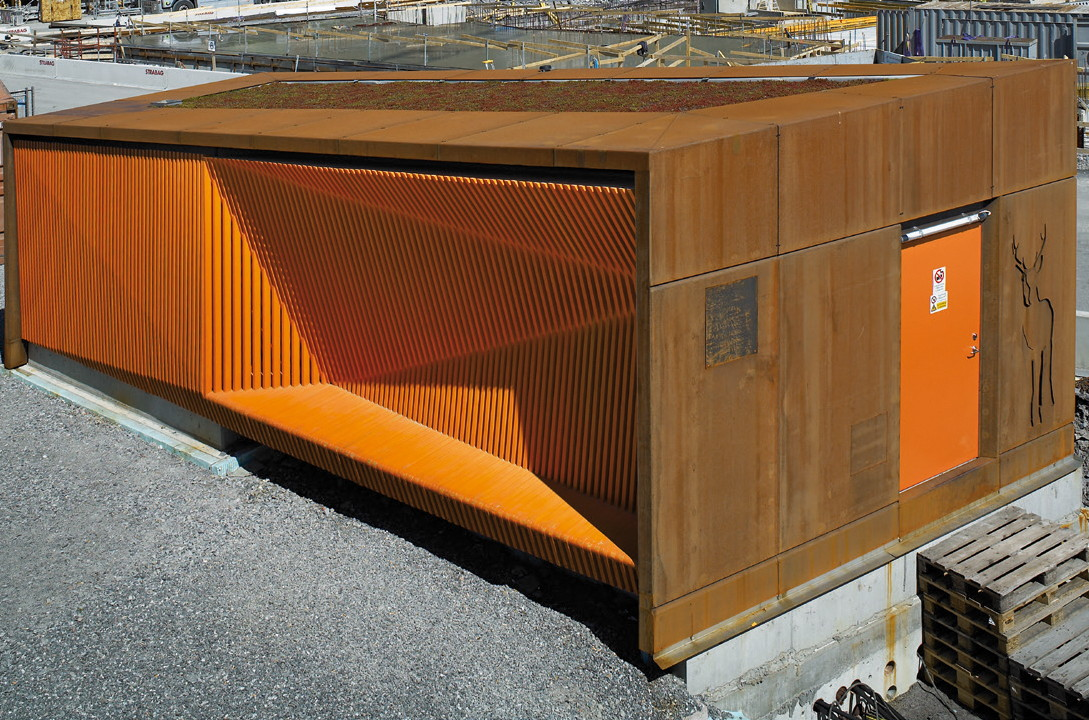
Ellevios teknikhus, fasad mot torget.

Ellevios teknikhus är en nätstation på Storängstorget i Norra Djurgårdsstaden som uppfördes år 2014 på initiativ av dåvarande Fortum Distribution, idag  Ellevio. Byggnaden nominerades till Stålbyggnadspriset och Årets Stockholmsbyggnad 2015.

## Beskrivning

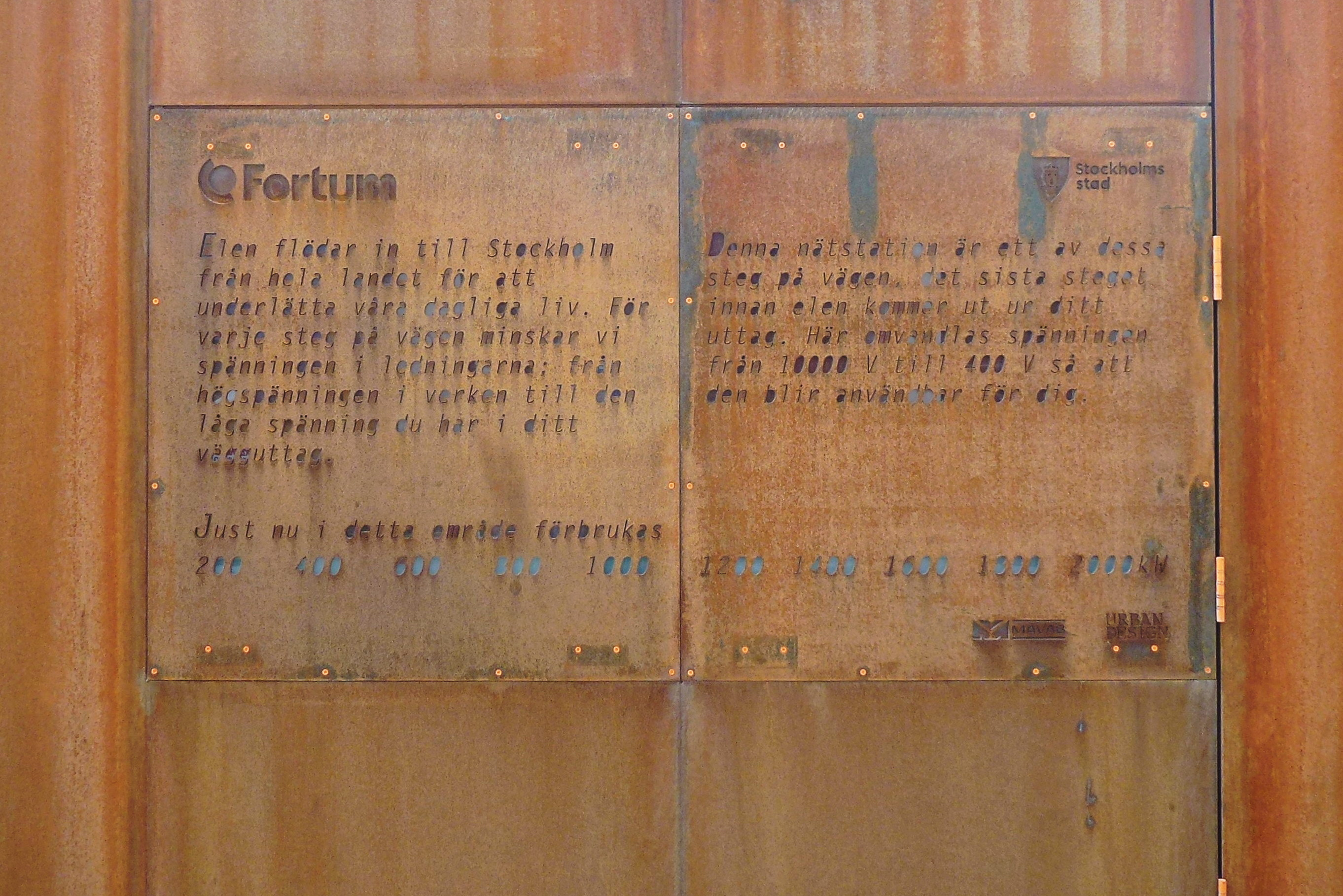
Information och interaktiv skala som visar den aktuella energiförbrukningen.

I nätstationen på Storängstorget omformas den elektriska spänningen från 10 000 volt till 400 volt för att sedan matas ut till Norra Djurgårdsstadens hushåll. Teknikhuset har även en pumpkällare som försörjer den intilliggande vattenkonsten med vatten.
Byggnaden uppfördes på initiativ av Ellevio (tidigare Fortum) efter ritningar från arkitekterna Helena Glantz, Anders Ohlin, Karin Ask, Erik Jarlöv, Alexander Stålhandske och Meri Serra på Urban Design. Leverantör var Mavab som har specialiserat sig på nyckelfärdiga teknik- och modulbyggnader. Ytterväggarna och tak består av cortenstål med undantag av fasaden mot torget som fungerar som ventilationsgaller och utformades som en stor sittbänk i orangemålade träribbor. På motsatta sidan finns tre betande rådjur som framträder som djuprelief i den roströda cortenväggen. Intill visar en interaktiv skala från 200 till 2 000 kW hur mycket el som förbrukas aktuellt i bostäderna runt torget. En i väggen utskuren text informerar: ”Denna nätstation är ett av dessa steg på vägen, det sista steget innan elen kommer ut ur ditt uttag. Här omvandlas spänningen från 10 000 V till 400 V så att den blir användbar för dig.”
Den lilla nätstationen nominerades dels till Stålbyggnadspriset, dels som ett av tio projekt i arkitekturtävlingen Årets Stockholmsbyggnad. I juryn för Årets Stockholmsbyggnad sitter bland andra Stockholms stadsarkitekt Karolina Keyzer som menar: ”Äntligen visar Stockholms kommunaltekniska anläggningar hur god arkitektur kan tillföra humor skönhet och vänlig användbarhet. Teknikhuset tar inte utan ger plats vid torget. Vackert, en favorit!”

## Bilder

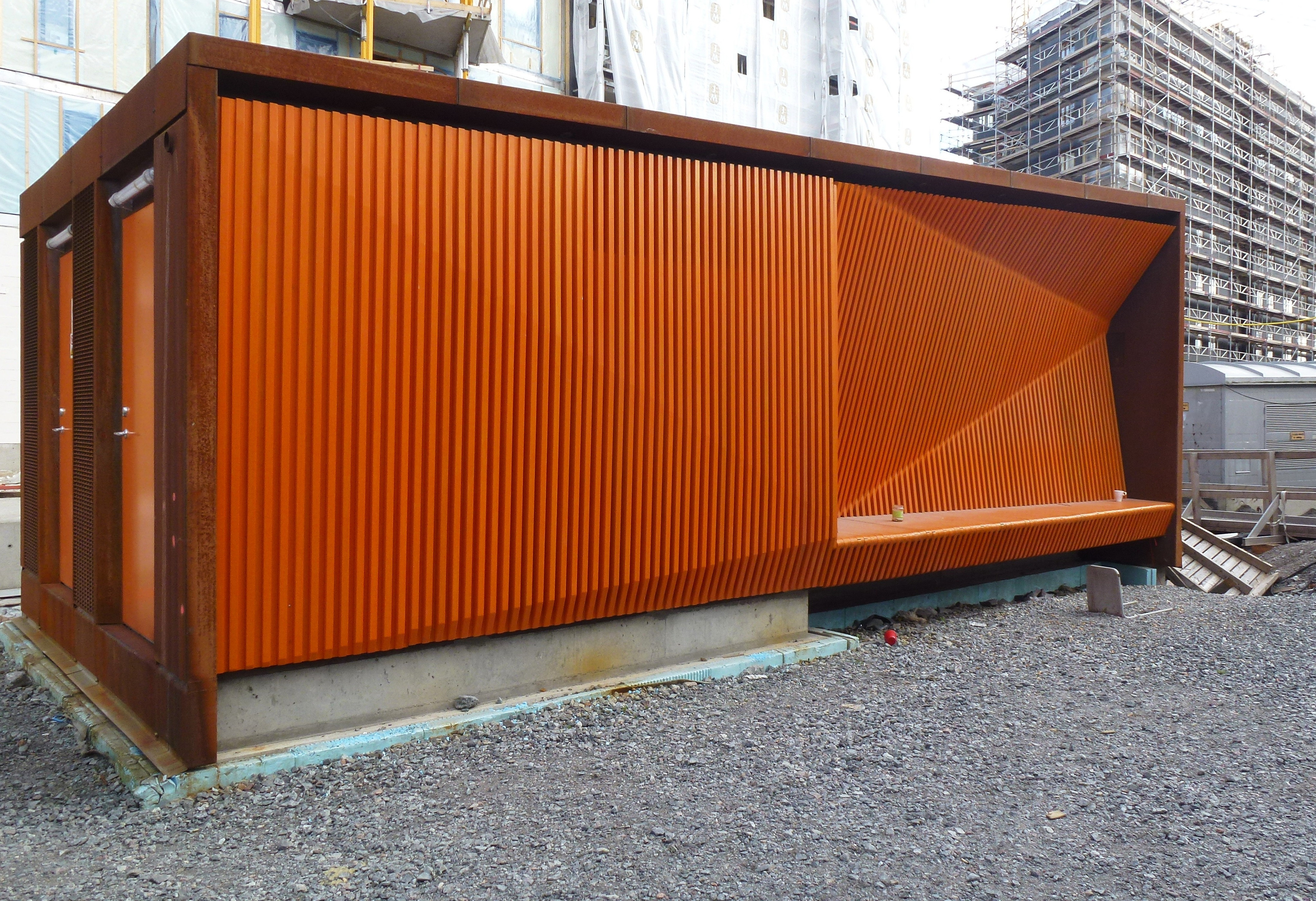
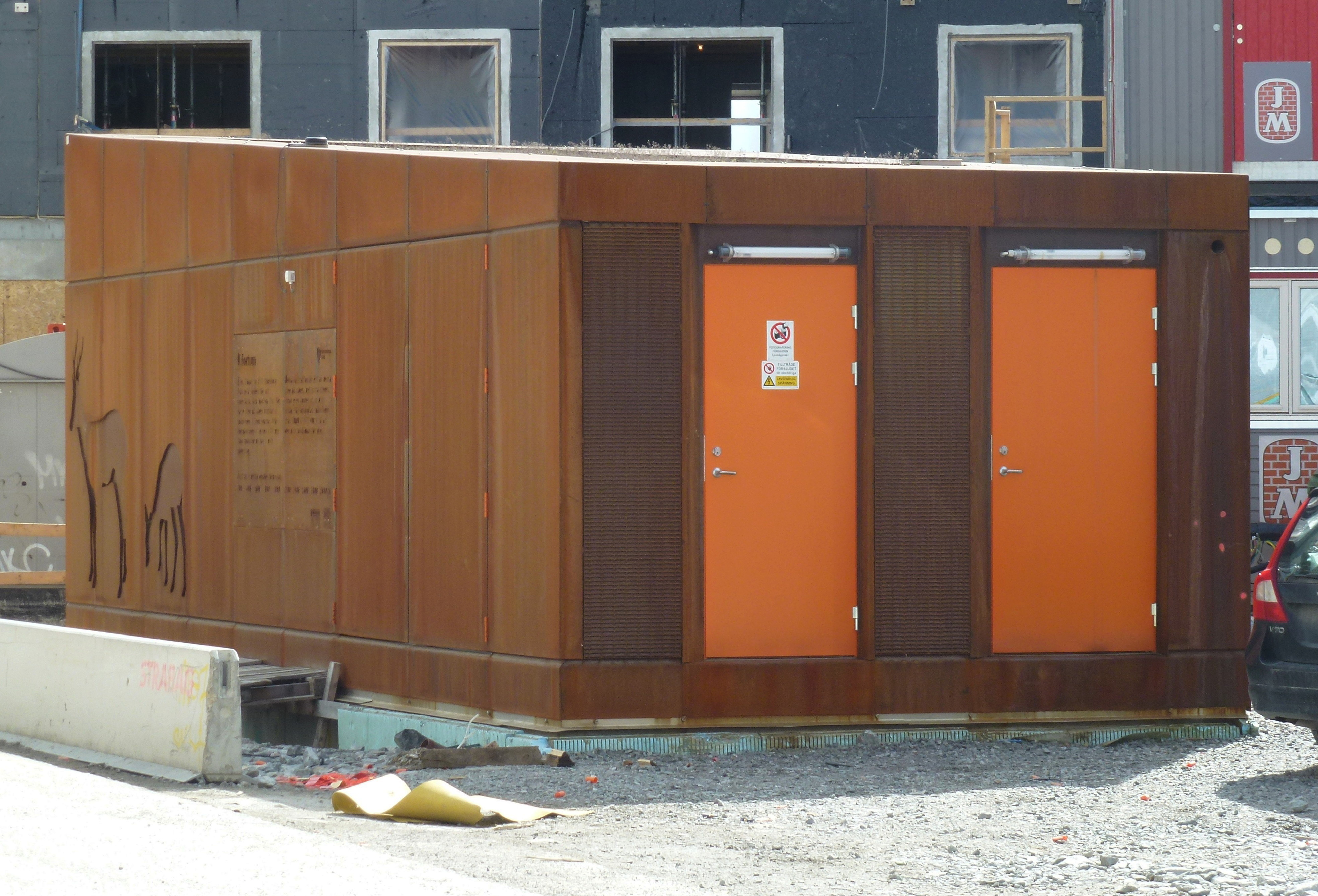
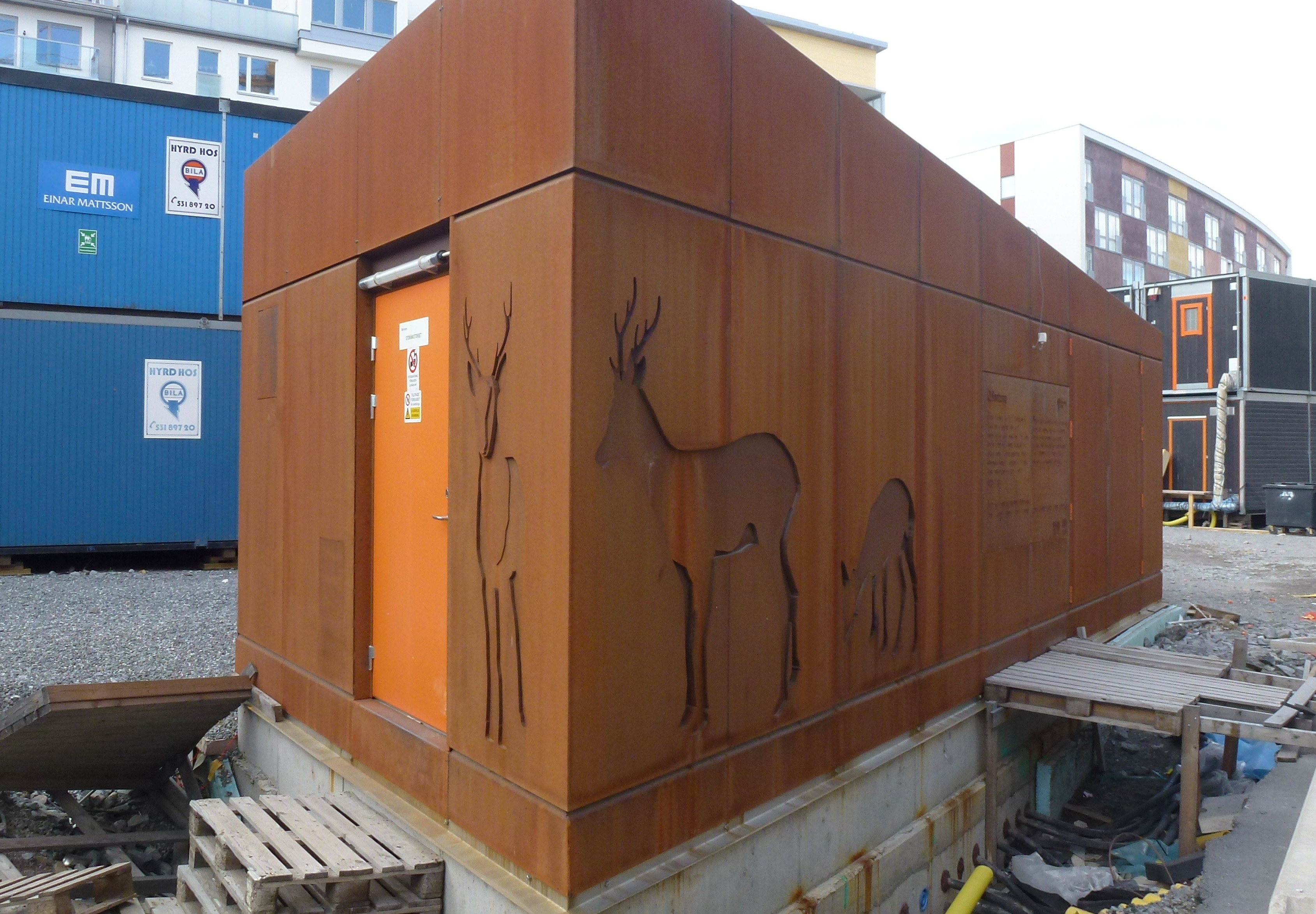
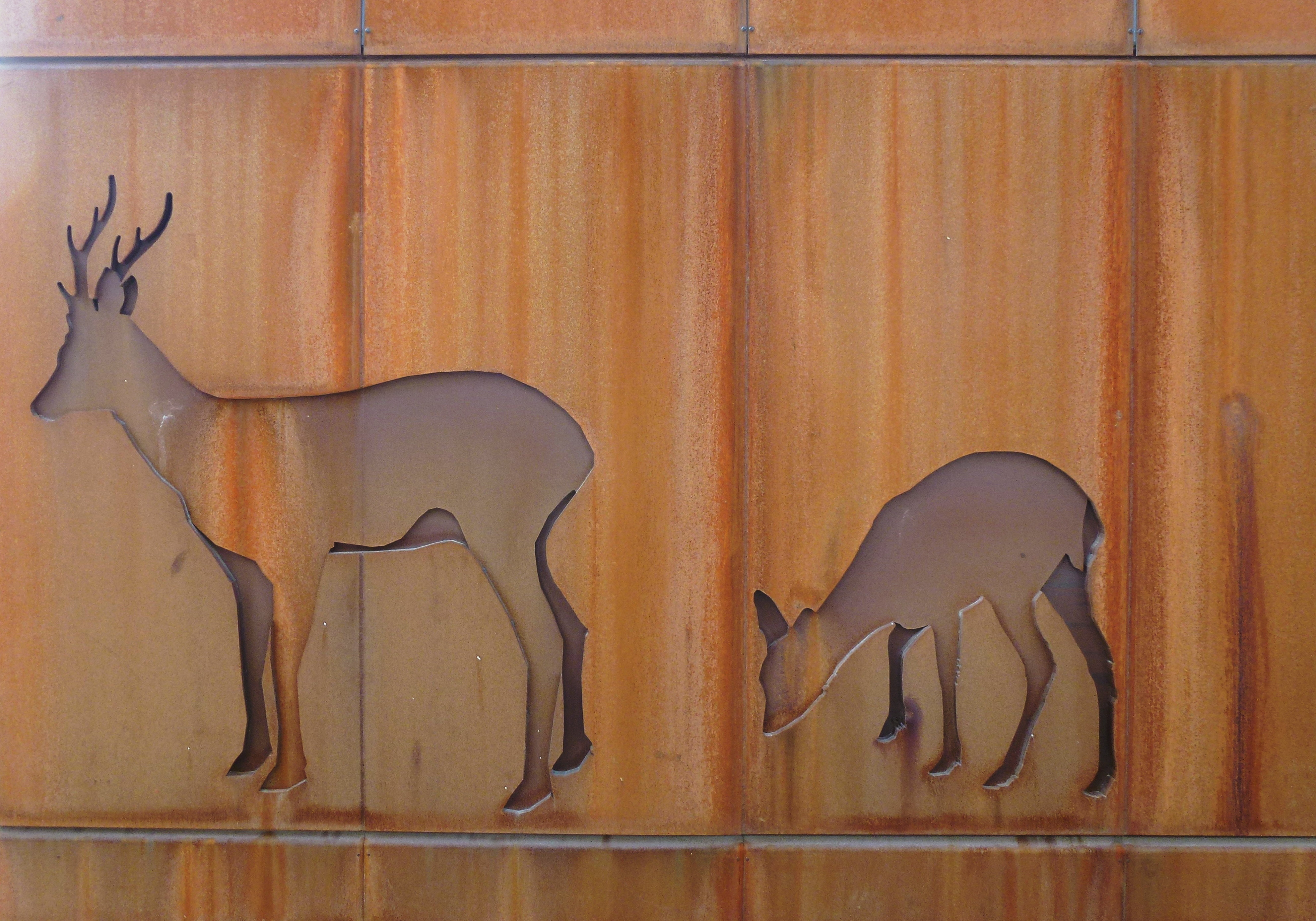